# Tomasz Szadek
Tomasz Szadek (ur. prawd. w 1550, zm. 1612 w Krakowie) – polski kompozytor epoki renesansu, duchowny.

## Życiorys
Studia muzyczne odbył w Krakowie. Od 25 czerwca 1569 do 1574 był śpiewakiem kapeli królewskiej. W tym czasie był niekiedy aktywny w kapeli rorantystów jako substytut. Musiał więc być już w tym czasie co najmniej klerykiem. W latach 1575–1578 był stałym śpiewakiem kapeli Rorantystów na Wawelu. Resztę życia spędził na skromnym stanowisku wikariusza i spowiednika katedry wawelskiej. W ostatnich latach jego życia zgromadzenie wikariuszy katedralnych wytoczyło mu dochodzenia z powodu niedbałego wypełniania obowiązków administracyjnych i jakoby nieobyczajnego życia.
Jest autorem wielu kompozycji kościelnych pisanych dla kapeli rorantystów, utrzymanych w stylu późnej polifonii niderlandzkiej, m.in. dwie msze, w których cantus firmus jest rytmizowany, a jego melodią przepojone są wszystkie głosy. Zachowana twórczość kompozytora świadczy o jego sporych umiejętnościach, pomysłowości, talencie w zakresie kontrapunktu, techniki wariacyjnej, harmoniki. Znaczenie jego twórczości jest doniosłe, są to najstarsze zachowane i kompletne utwory napisane specjalnie dla kapeli rorantystów.

## Zachowane kompozycje
- msza Officium Dies est laetitiae (1578), oparta na melodii łacińskiej pieśni bożonarodzeniowej (opracował ją również Wacław z Szamotuł Pieśń o narodzeniu Pańskim i stąd hipotezy o parodiowaniu przez Szadka Wacława z Szamotuł[3])
- msza Officium In melodiam motetae Pisneme (1580), parodia mszy Crecquillona, oparta na temacie francuskiej pieśni Puis ne me peult venir
- introit Vultum tuum (niekompletny)

Dawniej (za Adolfem Chybińskim) błędnie przypisywano Szadkowi dwie inne kompozycje (graduał Haec dies oraz communio Pascha nostra), które w źródłach roranckich są utworami anonimowymi. Brak jest dowodów pozwalających na ich przypisanie Szadkowi.

## Źródła/Bibliografia
- Muzyka polska w rozwoju historycznym, Z. Jachimecki, tom I, Kraków 1948
- Słownik muzyków dawnej Polski, A. Chybiński, Kraków 1948/49
- Repertuar polskiej muzyki wokalnej w epoce renesansu, P. Poźniak, Kraków 1999